# سیارک ۱۰۹۲۵
سیارک ۱۰۹۲۵ (به انگلیسی: 10925 Ventoux، نامگذاری:1998BK30) ده هزار و نهصد و بیست و پنجمین سیارک کشف شده‌است که در ۲۸ ژانویه ۱۹۹۸ کشف شد.
قدر مطلق سیارک برابر ۱۳٫۹۰ است.